# Etevaldo Nogueira
Etevaldo Nogueira Lima ComMM (Pedro II, 8 de julho de 1932 — São Paulo, 22 de março de 2009) foi um advogado e político brasileiro. Pelo Ceará, foi deputado federal e vice-presidente da Assembleia Legislativa.
Filho de Manoel Nogueira Lima e Maria de Lourdes Lima, em 1946 saiu de Pedro II, no Piauí, para Fortaleza, onde se formou pela Faculdade de Direito da Universidade Federal do Ceará em 1961. No curso de direito foi colega de turma do humorista Renato Aragão.
Em 1958 casou-se com  Maria Marly Nogueira Lima; os dois tiveram quatro filhas e dois filhos, além de 18 netos.
Foi presidente do Ferroviário Atlético Clube na década de 1960.
Como empresário, atuava nas áreas de comércio e exportação, construção civil e comunicação (rádio). Entre os anos de 1975 e 1978 foi vice-presidente da Federação do Comércio Atacadista do Estado do Ceará. Neste mesmo período também foi diretor administrativo do antigo Banco do Estado do Ceará e delegado regional do Trabalho.
Morreu em São Paulo, no Hospital Sírio-Libanês, em decorrência de uma parada cardíaca.
Era tio do político piauiense Ciro Nogueira Lima Filho e irmão dos políticos Ciro Nogueira Lima, Manoel Nogueira Lima Filho e Aquiles Nogueira Lima.

## Carreira política
Iniciou a carreira política elegendo-se deputado estadual pelo Ceará, representando a Arena, em 1978. Exerceu dois mandatos consecutivos, até 1986, quando foi eleito deputado federal pelo PFL, atual DEM. Reelegeu-se para a Câmara em 1990.
Em 1991, como deputado federal, Etevaldo foi admitido pelo presidente Fernando Collor à Ordem do Mérito Militar no grau de Comendador especial.
Na Assembleia Nacional Constituinte lutou para aumentar a autonomia do Ministério Público e para que desembargadores e juízes fossem nomeados pelos tribunais de Justiça. Foi indicado pelo Congresso Nacional para ser um dos primeiros conselheiros da República.